# Малачан 11
Малачан 11 (англ. Malachan 11) — індіанська резервація в Канаді, у провінції Британська Колумбія, у межах регіонального округу Каувічен-Велі.

## Населення
За даними перепису 2016 року, індіанська резервація нараховувала 158 осіб, показавши скорочення на 2,5%, порівняно з 2011-м роком. Середня густина населення становила 277 осіб/км².
З офіційних мов обидвома одночасно володіли 5 жителів, тільки англійською — 155. Усього 5 осіб вважали рідною мовою не одну з офіційних, з них усі — одну з корінних мов.
Працездатне населення становило 63,6% усього населення, рівень безробіття — 21,4%.

## Клімат
Середня річна температура становить 9,3°C, середня максимальна – 19,6°C, а середня мінімальна – -2,4°C. Середня річна кількість опадів – 3 242 мм.
| Клімат поселення                              | Клімат поселення | Клімат поселення | Клімат поселення | Клімат поселення | Клімат поселення | Клімат поселення | Клімат поселення | Клімат поселення | Клімат поселення | Клімат поселення | Клімат поселення | Клімат поселення | Клімат поселення |
| Показник                                      | Січ.             | Лют.             | Бер.             | Квіт.            | Трав.            | Черв.            | Лип.             | Серп.            | Вер.             | Жовт.            | Лист.            | Груд.            |                  |
| Середній максимум, °C                         | 7,68             | 9,23             | 10,82            | 13,13            | 16,31            | 18,72            | 19,22            | 19,58            | 17,22            | 12,88            | 8,77             | 6,12             |                  |
| Середня температура, °C                       | 2,67             | 4,22             | 5,81             | 8,12             | 11,29            | 13,71            | 16,16            | 16,52            | 14,16            | 9,82             | 5,71             | 3,07             |                  |
| Середній мінімум, °C                          | −2,35            | −0,8             | 0,78             | 3,12             | 6,28             | 8,68             | 13,09            | 13,46            | 11,10            | 6,76             | 2,64             | 0,01             |                  |
| Норма опадів, мм                              | 508              | 353              | 341              | 230              | 148              | 105              | 54               | 76               | 113              | 338              | 525              | 451              |                  |
| Середньомісячна швидкість вітру, м/с          | 3.34             | 3.08             | 3.37             | 3.37             | 3.30             | 3.34             | 3.16             | 2.80             | 2.51             | 2.78             | 3.30             | 3.26             |                  |
| Середньомісячна сонячна радіація, кДж/м²·день | 3132             | 5910             | 9553             | 14307            | 18079            | 19326            | 20431            | 17483            | 12972            | 7067             | 3596             | 2480             |                  |
| --------------------------------------------- | ---------------- | ---------------- | ---------------- | ---------------- | ---------------- | ---------------- | ---------------- | ---------------- | ---------------- | ---------------- | ---------------- | ---------------- | ---------------- |
| Джерело:                                      |                  |                  |                  |                  |                  |                  |                  |                  |                  |                  |                  |                  |                  |